# Systematik der Farne
Die Systematik der Farne folgt Smith et al. (2006), die eine klassische Taxonomie der rezenten Farne auf phylogenetischer Basis erstellt haben.
Die wissenschaftlichen Namen weisen nach dem Internationalen Code der Botanischen Nomenklatur Endungen auf, die für die Rangstufe der entsprechenden Taxa kennzeichnend sind. Die Namen der Familien enden auf „-aceae“, die der Ordnungen auf „-ales“,  der Unterklassen auf „-idae“ und der Klassen auf „-opsida“.
Smith et al. (2006) gliedern die Farne in vier Klassen.
- Klasse Psilotopsida
  - Ordnung Natternzungenartige (Ophioglossales)
    - Familie Natternzungengewächse (Ophioglossaceae) (inkl. Botrychiaceae, Helminthostachyaceae)
      - Botrychium, Helminthostachys, Ophioglossum, Mankyua.

  - Ordnung Gabelblattartige (Psilotales)
    - Familie Gabelblattgewächse (Psilotaceae) (inkl. Tmesipteridaceae)
      - Psilotum, Tmesipteris.

- Klasse Equisetopsida [=Sphenopsida]
  - Ordnung Schachtelhalmartige (Equisetales)
    - Familie Schachtelhalmgewächse (Equisetaceae)
      - Equisetum

- Klasse Marattiopsida
  - Ordnung Marattiales
    - Familie Marattiaceae (inkl. Angiopteridaceae, Christenseniaceae, Danaeaceae, Kaulfussiaceae)
      - Angiopteris, Christensenia, Danaea, Marattia.

- Klasse Echte Farne (Polypodiopsida) [=Filicopsida, Polypodiopsida]
  - Ordnung Königsfarnartige (Osmundales)
    - Familie Königsfarngewächse (Osmundaceae)
      - Leptopteris, Osmunda, Todea.

  - Ordnung Hautfarnartige (Hymenophyllales)
    - Familie Hautfarngewächse (Hymenophyllaceae) (inkl. Trichomanaceae)
      - Hymenophyllum, Didymoglossum, Crepidomanes, Polyphlebium, Vandenboschia, Abrodictyum, Trichomanes, Cephalomanes, Callistopteris.

  - Ordnung Gleicheniales
    - Familie Gleicheniaceae (inkl. Dicranopteridaceae, Stromatopteridaceae)
      - Dicranopteris, Diplopterygium, Gleichenella, Gleichenia, Sticherus, Stromatopteris.

    - Familie Dipteridaceae (inkl. Cheiropleuriaceae)
      - Cheiropleuria, Dipteris.

    - Familie Matoniaceae
      - Matonia, Phanerosorus.

  - Ordnung Schizaeales
    - Familie Lygodiaceae
      - Lygodium.

    - Familie Anemiaceae (inkl. Mohriaceae)
      - Anemia

    - Familie Schizaeaceae
      - Actinostachys, Schizaea.

  - Ordnung Schwimmfarnartige (Salviniales)
    - Familie Kleefarngewächse (Marsileaceae) (inkl. Pilulariaceae)
      - Marsilea, Pilularia, Regnellidium.

    - Familie Schwimmfarngewächse (Salviniaceae) (inkl. Azollaceae)
      - Salvinia, Azolla.

  - Ordnung Baumfarne (Cyatheales)
    - Familie Thyrsopteridaceae
      - Thyrsopteris (Thyrsopteris elegans).

    - Familie Loxomataceae
      - Loxoma, Loxsomopsis.

    - Familie Culcitaceae
      - Culcita.

    - Familie Plagiogyriaceae
      - Plagiogyria.

    - Familie Cibotiaceae
      - Cibotium.

    - Familie Cyatheaceae (inkl. Alsophilaceae, Hymenophyllopsidaceae)
      - Alsophila (inkl. Nephelea), Cyathea (inkl. Cnemidaria, Hemitelia, Trichipteris), Gymnosphaera, Hymenophyllopsis, Sphaeropteris (inkl. Fourniera).

    - Familie Dicksoniaceae (inkl. Lophosoriaceae)
      - Calochlaena, Dicksonia, Lophosoria.

    - Familie Metaxyaceae
      - Metaxya.

  - Ordnung Tüpfelfarnartige (Polypodiales)
    - Familie Lindsaeaceae (inkl. Cystodiaceae, Lonchitidaceae)
      - Cystodium, Lindsaea, Lonchitis, Odontosoria, Ormoloma, Sphenomeris, Tapeinidium, Xyropteris.

    - Familie Saccolomataceae
      - Saccoloma (inkl. Orthiopteris)

    - Familie Adlerfarngewächse (Dennstaedtiaceae) (inkl. Hypolepidaceae, Monachosoraceae, Pteridiaceae)
      - Blotiella, Coptodipteris, Dennstaedtia (inkl. Costaricia1), Histiopteris, Hypolepis, Leptolepia, Microlepia, Monachosorum, Oenotrichia, Paesia, Pteridium.

    - Familie Saumfarngewächse (Pteridaceae) (inkl. Acrostichaceae, Actiniopteridaceae, Adiantaceae, Anopteraceae, Antrophyaceae, Ceratopteridaceae, Cheilanthaceae, Cryptogrammaceae, Hemionitidaceae, Negripteridaceae, Parkeriaceae, Platyzomataceae, Sinopteridaceae, Taenitidaceae, Vittariaceae)
      - Acrostichum, Actiniopteris, Adiantopsis, Adiantum, Aleuritopteris, Ananthacorus, Anetium, Anogramma, Antrophyum, Argyrochosma, Aspidotis, Astrolepis, Austrogramme, Bommeria, Cassebeera, Ceratopteris, Cerosora, Cheilanthes, Cheiloplecton, Coniogramme, Cosentinia, Cryptogramma, Doryopteris, Eriosorus, Haplopteris, Hecistopteris, Hemionitis, Holcochlaena, Jamesonia, Llavea, Mildella, Monogramma, Nephopteris, Neurocallis, Notholaena, Ochropteris, Onychium, Paraceterach, Parahemionitis, Pellaea, Pentagramma, Pityrogramma, Platyloma, Platyzoma, Polytaenium, Pteris (inkl. Afropteris, Anopteris), Pterozonium, Radiovittaria, Rheopteris, Scoliosorus, Syngramma, Taenitis, Trachypteris, Vittaria.

    - Familie Streifenfarngewächse (Aspleniaceae)
      - 1 - 10 Gattungen: Asplenium, Camptosorus, Loxoscaphe, Diellia, Pleurosorus, Phyllitis, Ceterach, Thamnopteris, Antigramma, Holodictyum, Schaffneria, Sinephropteris, Hymenasplenium.

    - Familie Sumpffarngewächse (Thelypteridaceae)
      - 5 - 30 Gattungen: Cyclosorus (inkl. Ampelopteris, Amphineuron, Chingia, Christella, Cyclogramma, Cyclosorus s. s., Glaphyropteridopsis, Goniopteris, Meniscium, Menisorus, Mesophlebion, Pelazoneuron, Plesioneuron, Pneumatopteris, Pronephrium, Pseudocyclosorus, Sphaerostephanos, Stegnogramma, Steiropteris, Trigonospora), Macrothelypteris, Phegopteris, Pseudophegopteris, Thelypteris (inkl. Amauropelta, Coryphopteris, Metathelypteris, Oreopteris, Parathelypteris, Thelypteris s. str.)

    - Familie Wimperfarngewächse (Woodsiaceae) (inkl. Athyriaceae, Cystopteridaceae)
      - Athyrium, Diplazium (inkl. Callipteris, Monomelangium), Acystopteris, Cheilanthopsis, Cornopteris, Cystopteris, Deparia (inkl. Lunathyrium, Dryoathyrium, Athyriopsis, Dictyodroma), Diplaziopsis, Gymnocarpium (inkl. Currania), Hemidictyum, Homalosorus, Protowoodsia, Pseudocystopteris, Rhachidosorus, Woodsia (inkl. Hymenocystis)

    - Familie Rippenfarngewächse (Blechnaceae) (inkl. Stenochlaenaceae)
      - Blechnum s. l., Brainea, Doodia, Pteridoblechnum, Sadleria, Salpichlaena, Steenisioblechnum, Stenochlaena, Woodwardia.

    - Familie Perlfarngewächse (Onocleaceae)
      - Matteuccia, Onoclea, Onocleopsis, Pentarhizidium.

    - Familie Wurmfarngewächse (Dryopteridaceae) (inkl. Aspidiaceae, Bolbitidaceae, Elaphoglossaceae, Hypodematiaceae, Peranemataceae)
      - Acrophorus, Acrorumohra, Adenoderris, Arachniodes, Ataxipteris, Bolbitis (inkl. Egenolfia), Coveniella, Ctenitis, Cyclodium, Cyrtogonellum, Cyrtomidictyum, Cyrtomium, Didymochlaena, Dryopolystichum, Dryopsis, Dryopteris (inkl. Nothoperanema), Elaphoglossum (inkl. Microstaphyla), Hypodematium, Lastreopsis, Leucostegia, Lithostegia, Lomagramma,  Maxonia, Megalastrum, Oenotrichia p.p., Olfersia, Peranema, Phanerophlebia, Polystichum (inkl. Papuapteris, Plecosorus, Polybotrya, Polystichopsis, Revwattsia, Rumohra, Stenolepia, Stigmatopteris, Teratophyllum).

    - Familie Lomariopsidaceae (inkl. Nephrolepidaceae)
      - Cyclopeltis, Lomariopsis, Nephrolepis, Thysanosoria.

    - Familie Tectariaceae
      - Aenigmopteris, Arthropteris, Heterogonium, Hypoderris, Pleocnemia, Psammiosorus, Psomiocarpa, Pteridrys, Tectaria s. l. (inkl. Amphiblestra, Camptodium, Chlamydogramme, Cionidium, Ctenitopsis, Dictyoxiphium, Fadyenia, Hemigramma, Pleuroderris, Pseudotectaria, Quercifilix), Triplophyllum.

    - Familie Oleandraceae
      - Oleandra.

    - Familie Davalliaceae
      - Araiostegia, Davallia (inkl. Humata, Parasorus, Scyphularia), Davallodes, Pachypleuria.

    - Familie Tüpfelfarngewächse (Polypodiaceae) (inkl. Drynariaceae, Grammitidaceae, Gymnogrammitidaceae, Loxogrammaceae, Platyceriaceae, Pleurisoriopsidaceae)
      - Acrosorus, Adenophorus, Aglaomorpha (inkl. Photinopteris, Merinthosorus, Pseudodrynaria, Holostachyum), Arthromeris, Belvisia, Calymmodon, Campyloneurum, Ceradenia, Christiopteris, Chrysogrammitis, Cochlidium, Colysis, Ctenopteris, Dicranoglossum, Dictymia, Drynaria, Enterosora, Goniophlebium s. l., Grammitis, Lecanopteris, Lellingeria, Lemmaphyllum, Lepisorus (inkl. Platygyria), Leptochilus, Loxogramme (inkl. Anarthropteris), Melpomene, Microgramma (inkl. Solanopteris), Micropolypodium, Microsorum, Neocheiropteris (inkl. Neolepisorus), Neurodium, Niphidium, Pecluma, Phlebodium, Phymatosorus, Platycerium, Pleopeltis, Polypodioides, Polypodium, Prosaptia, Pyrrosia (inkl. Drymoglossum), Scleroglossum, Selliguea (inkl. Crypsinus, Polypodiopteris), Serpocaulon, Synammia, Terpsichore, Themelium, Thylacopteris, Zygophlebia. Monotypische Gattungen: Caobangia, Drymotaenium, Gymnogrammitis, Kontumia, Luisma, Pleurosoriopsis, Podosorus.